# Devogelia intonsa
Devogelia intonsa är en orkidéart som beskrevs av André Schuiteman. Devogelia intonsa ingår i släktet Devogelia och familjen orkidéer.
Artens utbredningsområde är Moluckerna. Inga underarter finns listade i Catalogue of Life.